# The Black Balloon
The Black Balloon ist ein australischer Spielfilm aus dem Jahre 2008.

## Handlung
Thomas wird bald 16 Jahre alt und ist frisch mit seiner Familie in eine neue Stadt gezogen. Sein Vater Simon ist Soldat, seine Mutter Maggie hochschwanger und sein älterer Bruder Charlie steht aufgrund seiner autistischen Erkrankung im Mittelpunkt des Familiengeschehens. Charlie spricht nicht und ist hyperaktiv. Keine einfache Situation für einen Heranwachsenden. Mit dem Umzug kommt Thomas in eine neue Schule. Der Rettungsschwimmunterricht bereitet ihm die größten Schwierigkeiten. Hier wird er aufgrund seines mangelnden Schwimmvermögens schnell zum Außenseiter.
Thomas verliebt sich ausgerechnet in die wunderschöne Jackie, die noch dazu eine ausgezeichnete Schwimmerin ist. Als sein Bruder Charlie von zu Haus wegläuft, verfolgt ihn Thomas durch die Nachbarschaft. Charlie dringt ausgerechnet in das Haus von Jackie ein und benutzt deren Toilette. Thomas verfolgt ihn bis dorthin und muss erkennen, dass Jackie im selben Raum gerade nackt unter der Dusche steht. Durch diesen Faux Pas kommen sich die beiden Jugendlichen langsam näher. Es entwickelt sich eine romantische Liebesgeschichte, die immer wieder durch die Aktivitäten von Thomas’ Familie gestört wird. Doch je rührender sich Thomas um Charlie kümmert, umso stärker wird die Bindung zu Jackie.

## Kritiken
„Die behutsame Kamera, die sich fast immer auf Augenhöhe der Protagonisten befindet, bleibt nah an den Figuren und lässt den Betrachter echte Anteilnahme spüren. Der Film nimmt den Zuschauer mit auf eine Reise und lässt ihn erst beim Abspann wieder los.“

## Auszeichnungen
Der Film erlebte seine Welturaufführung als Eröffnungsfilm der Sektion Generation 14plus auf der Berlinale 2008. Er wurde in dieser Sektion mit dem Hauptpreis Gläserner Bär ausgezeichnet. Ende des Jahres 2008 wurde er in Australien vom Australian Film Institute als bester australischer Film des Jahres ausgezeichnet.

## Belege
1. ↑  Auszeichnungen der Berlinale 2008, abgerufen am 29. April 2017.